# Чистов Валентин Петрович
Валентин Петрович Чистов (нар. 11 лютого 1937) — радянський хокеїст, центральний нападник.
Вихованець хокейної команди московського стадіону «Машинобудівник». З 1955 по 1966 рік виступав у складі московського «Динамо». Другий призер чемпіонату СРСР 1959, 1960, 1962, 1963, 1964, третій — 1956, 1957, 1958. У 1958 році залучався до ігор другої збірної СРСР, 1959 — входив до списку 33 найкращих хокеїстів сезону.
Два сезони захищав кольори київського «Динамо». Саме в цей час команда з столиці України дебютувала в еліті радянського хокею. Всього в класі «А» провів 388 матчів (163 закинуті шайби).